# San Pédro
San Pédro – miasto w południowo-zachodniej części Wybrzeża Kości Słoniowej nad Oceanem Atlantyckim. Położone jest na zachód od Abidżanu. W mieście jest port rybacki. Ludność wynosi okołó 420 tys. mieszkańców. Miasto jest stolicą departamentu Dolna Sassandra. Obecnym burmistrzem miasta jest Bouéka Nabo Clément.

## Geografia
Miasto położone jest na 9° 32 szerokości geograficznej północnej i 6° 29 długości geograficznej zachodniej. Znajduje się w regionie Dolna Sassandra. Leży 348 km od Abidżanu, gospodarczej stolicy kraju, do którego wiedzie w pełni betonowa droga pod nazwą la côtière (Wybrzeże).

## Społeczeństwo
Ludność San Pédro szacuje się na 420 000 mieszkańców. Tubylcza ludność wywodzi się przede wszystkim z 3 głównych plemion: Winnin, Bakwe i Piais. W ciągu ostatnich 20 lat liczba ludności znacznie wzrosła, głównie dzięki napływowi uchodźców z krajów ogarniętych wojną domową takich jak: Liberia i Sierra Leone.

## Port
Jest on drugim co do wielkości portem w kraju (największym portem jest Abidżan). Port zajmuje obszar 200 ha. Jest to największy na świecie port nastawiony na eksport ziarna kakaowego z ponad połowy całych zbiorów Wybrzeża Kości Słoniowej (1,2 mln ton). Na chwilę obecną ruch w porcie stale maleje, z 1,16 milionów ton do 998 000 ton w 2006.

## Transport

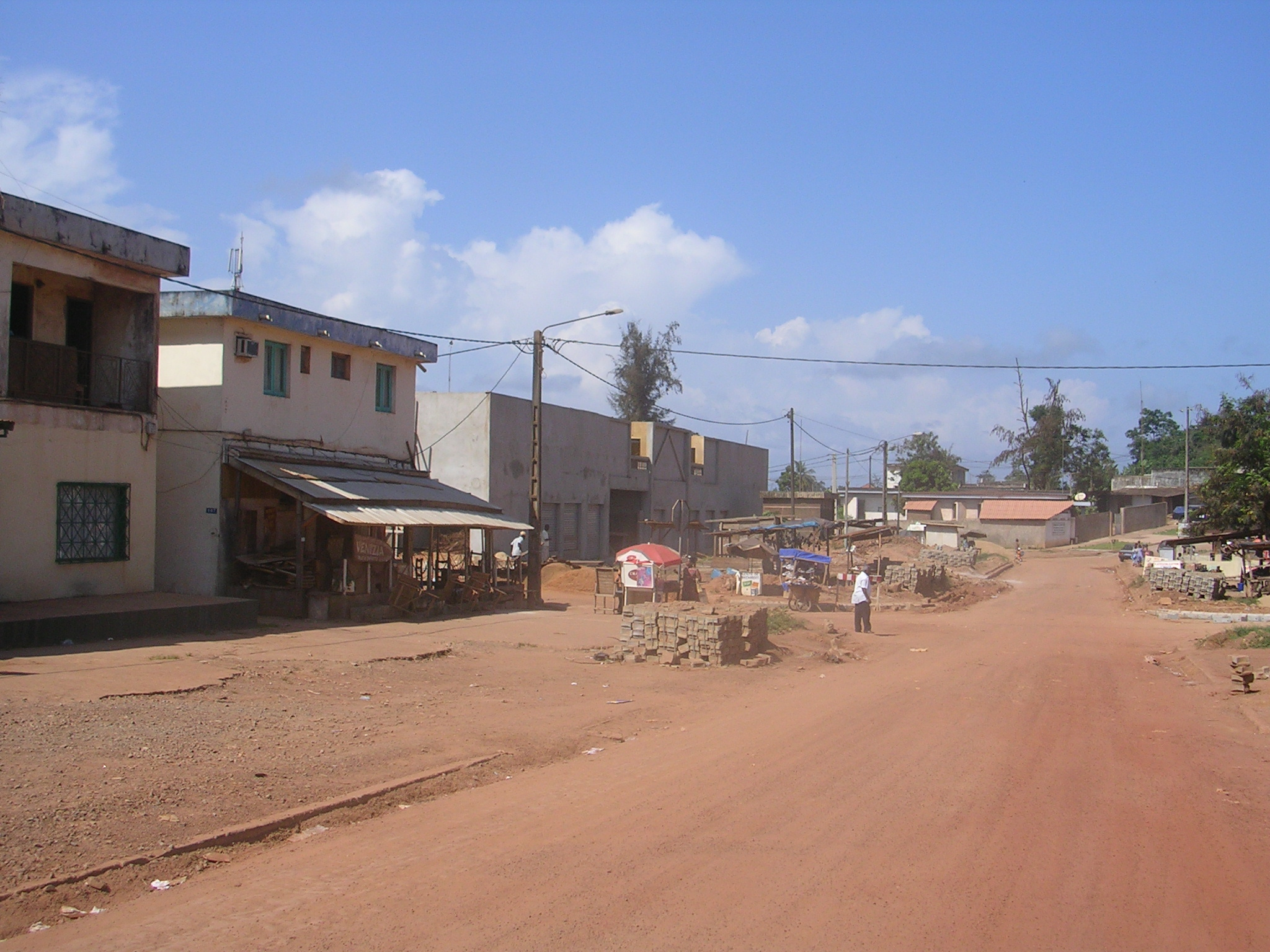
Jedna z ulic w mieście

W mieście brak jest portu lotniczego. San Pédro połączone jest z innymi miastami kraju za pomocą trzech głównych betonowych dróg w kierunku miast: Tabou, Soubré i Sassandra.
Autobusy różnych firm przewozowych dostarczają podróżnych w obie strony z San Pédro do innych miast wybrzeża. W pobliżu takich miast jak Sassandra, Grand Bereby do San Pédro można się dostać za pomocą bus-taxi (posiadające od 9 do 22 miejsc).
W samym mieście wiele dróg natomiast nie jest w ogóle utwardzonych ani betonowych, co wiąże się z tym iż tym regionie świata koszt jednego kilometra drogi asfaltowej szacuje, średnio na 100 milionów franków CFA, czyli około 1,6 milionów €.

## Sport
Miasto ma dwa kluby piłkarskie: Séwé Sport San Pédro, który gra w I lidze, oraz AS Sempa San Pédro grający w II lidze. W mieście znajduje się stadion piłkarski Stade Auguste Denise o pojemności 8 000 miejsc. Podobnie jak w większości innych miast, jest tu organizowany nieformalny turniej, w którym udział bierze 7 piłkarzy, które to zawody są  popularne w całym kraju, zawody te noszą nieformalnie nazwę Maracanas.

## Turystyka

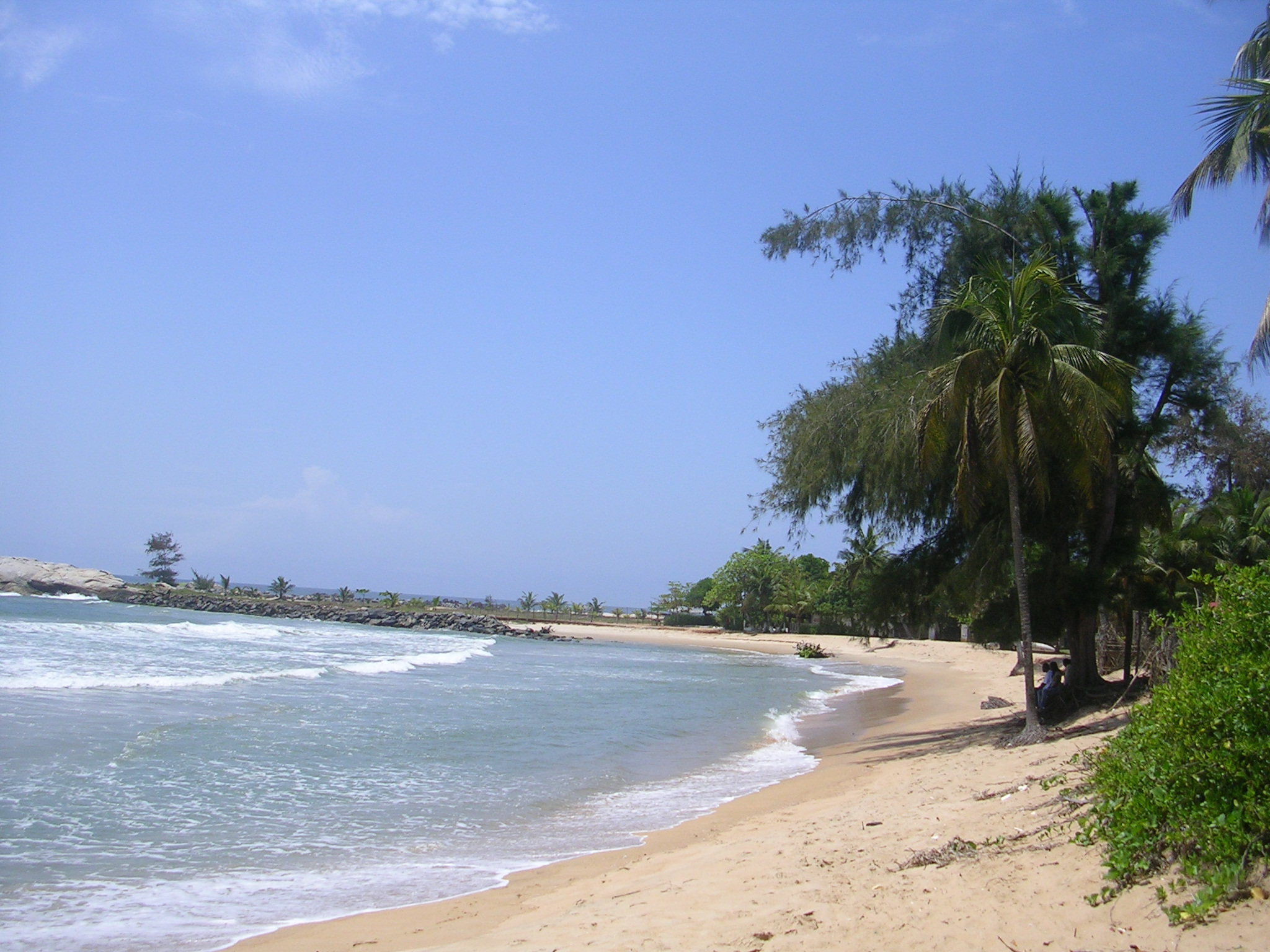
Plaża

W mieście funkcjonuje szereg hoteli. Również znajdujące się tutaj plaże przyciągają turystów. W okolicach plaż funkcjonuje szereg kawiarenek, restauracji, czy punktów gastronomicznych.